# Luis Sánchez Moreno Lira
Luis Sánchez-Moreno Lira (Arequipa, 12 de noviembre de 1925 - Lima, 28 de septiembre de 2009), fue un sacerdote peruano, prelado de Yauyos (1968-1996) y arzobispo de Arequipa (1996-2003).

## Biografía
Luis Sánchez-Moreno Lira nació en la ciudad de Arequipa, en 1925, siendo sus padres Alberto Sánchez Moreno y Graciela Lira. Tras concluir sus estudios en los colegios de La Salle de Arequipa y de Lima, se licenció en Letras y en Derecho en la Universidad Nacional de San Agustín (UNSA) de Arequipa.
Posteriormente se trasladó a España, donde se doctoró en Derecho Civil en la Universidad Central de Madrid, con su tesis “Concepción unitaria de la fidecucia”; y se licenció en Periodismo. En España solicitó su admisión en el Opus Dei el 8 de diciembre de 1950.
Regresó a Perú, donde fue colaborador periodístico del diario El Deber de Arequipa (1947-1950). En 1953 pasó a ejercer la docencia como profesor en Derecho Civil y Derecho Canónico, en la Pontificia Universidad Católica del Perú. En 1954 se graduó de abogado en la Universidad de San Agustín con la tesis “Estructura de fidecucia sucesoria”.
Entre 1955 y 1957 estudió en Roma y obtuvo el doctorado en Derecho Canónico en el Angelicum, con la tesis “El funcionamiento de la fidecucia sucesoria”.
El 4 de agosto de 1957 fue ordenado sacerdote para el clero de la prelatura del Opus Dei en la Iglesia del Espíritu Santo (Madrid). Regresó a Lima, donde desarrolló su labor sacerdotal a través de la predicación y la dirección espiritual.

### Episcopado
El 30 de abril de 1961 fue consagrado obispo auxiliar de Chiclayo y obispo titular de Nilopolis, en la catedral de Arequipa.
Posteriormente viajó a Roma para participar en las cuatro sesiones del Concilio Vaticano II (1962-1965). Allí presentó diversas ponencias, centradas fundamentalmente en temas vinculados con la formación sacerdotal y el papel de los laicos en la Iglesia. Logró que una de sus propuestas —la creación de prelaturas personales— fuera aceptada e incluida en el Código de Derecho Canónico.
La Santa Sede le nombró obispo de la Prelatura de Yauyos, donde permaneció veintiocho años (26 de abril de 1968-abril de 1996). Durante ese tiempo impulsó el Instituto Pedagógico de Cañete y el Santuario de Nuestra Señora Madre del Amor Hermoso.
Posteriormente fue elegido vicario capitular, y poco después, la Santa Sede lo designó administrador apostólico de Chiclayo y tiempo después, obispo auxiliar de Chiclayo. El papa Juan Pablo II lo nombró arzobispo de Arequipa en 1996, donde permaneció hasta 2003, fecha en la que alcanzó el límite de edad.
Falleció el 28 de septiembre del 2009 en la casa del Centro Cultural Olivares del Opus Dei en Lima. Su cuerpo fue velado en San Isidro.  El cortejo fúnebre partió al día siguiente a Cañete, donde se celebró el funeral el miércoles 30 de setiembre en el Santuario de Nuestra Señora Madre del Amor Hermoso de Cañete, en cuya cripta fue enterrado. Finalmente fue llevado a la nueva sede del Santuario dedicado a la Santísima Virgen de Chapi en el distrito de Polobaya en Arequipa, donde reposa hasta la actualidad.

## Distinciones
Luis Sánchez Moreno recibió, entre otras, las siguientes distinciones:
- Medalla de Honor del  Congreso de la República, en el grado de Comendador (25 de junio de 2009), por su labor pastoral en Chiclayo, Cañete y Arequipa.[8]
- Hijo Predilecto por el Concejo Provincial de Arequipa.
- Doctorado honoris causa por la Universidad de San Agustín.
- Doctorado honoris causa por la Universidad de Santa María de Arequipa.